# Megaride (regione storica)

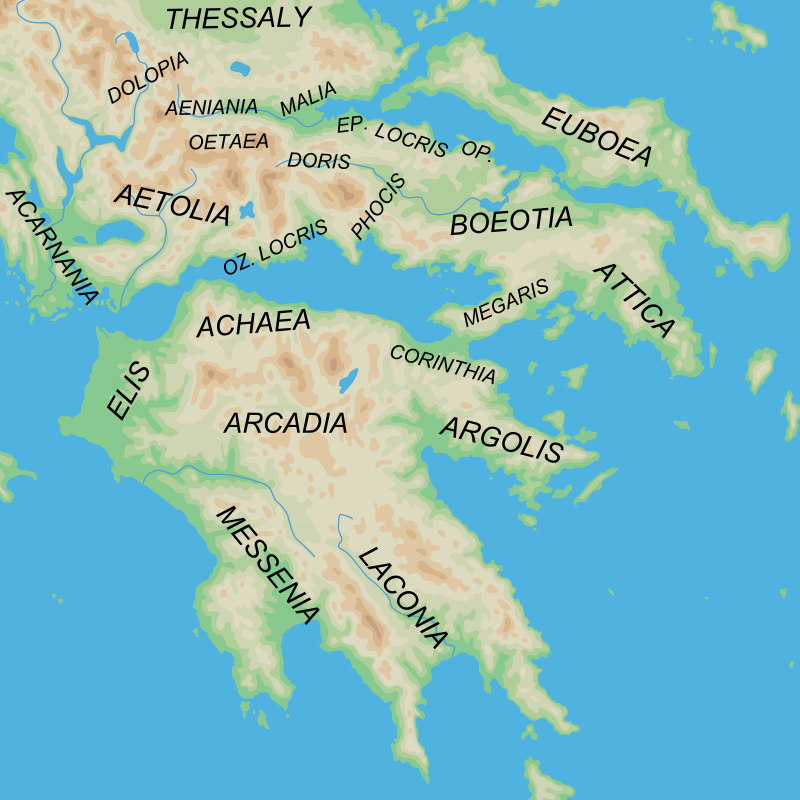
Regioni storiche della Grecia meridionale

La Megaride, in greco ἡ Μεγαρίς o talvolta ἡ Μεγαρική (γῆ), è una regione storica della Grecia centrale. Prese il nome dalla città-stato di Megara. Confinava a nord-est con l'Attica, a nord-ovest con la Beozia e a sud con la Corinzia, con cui divideva l'Istmo di Corinto.
Un tempo Megara e il suo territorio erano molto probabilmente considerati parte dell'Attica. Strabone (IX, p. 392) giustifica così la mancata menzione di Megara e della Megaride nell'Iliade: i Megaresi sarebbero stati ricompresi, insieme agli Ateniesi, tra gli Ioni.